# Une vie motivée par l'essentiel
Une vie motivée par l'essentiel ou Une vie, une passion, une destinée (anglais : The Purpose Driven Life) est un livre d’étude biblique écrit par le pasteur baptiste Rick Warren, publié en 2002, qui explique les cinq buts de Dieu pour la vie humaine sur Terre.

## Résumé
Le livre est présenté comme un voyage spirituel personnel de 40 jours à travers 40 chapitres. Les 5 principales sections du livre sont l'adoration, l'Église, le discipolat, le  ministère et la  mission . Elles représentent les cinq buts de Dieu pour la vie humaine sur Terre selon lui.

## Réception
Le livre a été un best-seller dès sa sortie.  En 2019, 32 millions d'exemplaires ont été vendus dans plus de 85 langues.

## Influence
En 2005, après avoir lu le livre, le président du Rwanda, Paul Kagame, a invité Warren à développer le P.E.A.C.E. Plan dans le pays .
En 2009, la chanteuse Carrie Underwood s'est inspirée du livre pour écrire la chanson Temporary Home .
Le livre occupe une place importante dans le film  Captive sorti en 2015. Ce film inspiré de faits réels relate la prise d’otage d’Ashley Smith, une jeune mère célibataire d’Atlanta, par Brian Nichols . Durant sa captivité, la jeune femme parvient à créer un lien avec son ravisseur en lui lisant des passages du livre.